# عشرب باهت
عشرب باهت (الاسم العلمي:Exacum pallidum) هو نوع من النباتات يتبع جنس العشرب من الفصيلة الجنطيانية.